# Milchwerke Ingolstadt-Thalmässing
Die Milchwerke Ingolstadt-Thalmässing eG ist eine in Ingolstadt und Thalmässing ansässige genossenschaftliche Molkerei mit mehr als 1000 Mitgliedern. Die Produkte werden in Ingolstadt mit den Genusstauglichkeitskennzeichen BY 13172 (alt: BY125) und in Thalmässing mit BY 50639 (alt: BY 561) gekennzeichnet.
Die Molkerei wird aktuell von 276 Bauern beliefert. Die Bauern stammen aus den Regionen um Ingolstadt, Thalmässing, Riedenburg, Langquaid, Gerolsbach und dem Ammerseegebiet.
Hauptprodukte der sind Walzenmilchpulver und Grundstoffe für Milchshakes sowie Eis. Hauptabnehmer sind IKEA und McDonald’s.

## Geschichte
1935 wurde die Milchversorgung Ingolstadt eG m. b. H gegründet und 1940 eine Molkerei gebaut. 1960 wurde mit der Herstellung von walzengetrockneten Milchpulver. 1978 wurde die Zusammenarbeit mit McDonald’s begonnen. Es wurden ihn die Grundstoffe für Shakes und Eis geliefert.
1987 wurde mit der Molkereigenossenschaft Thalmässing zu den Milchwerken Ingolstadt-Thalmässing fusioniert. 1993 wurde mit der Molkereigenossenschaft Langquaid fusioniert und 1994 wurden die Lieferanten der Molkerei Schweiger in Riedenburg übernommen. 2011 wurde die Produktion von Trinkmilch eingestellt. Seit 2015 erfolgt die Lieferung an McDonald’s exklusiv.